# Квинт Сервилий Цепион (проконсул 90 года до н. э.)
Квинт Серви́лий Цепио́н Мла́дший (лат. Quintus Servilius Caepio Minor) — римский политический деятель и военачальник, претор 91 года до н. э., проконсул 90 года до н. э. Принадлежал к одному из самых знатных сенатских родов Рима и играл видную роль во внутриполитической борьбе, выступая с консервативных позиций. Организовал противодействие реформам народного трибуна Луция Аппулея Сатурнина. Был близким другом, а затем главным врагом Марка Ливия Друза, народного трибуна 91 года до н. э., и добился провала его законодательных инициатив. В конфликте между сенатом и всадничеством Цепион перешёл на сторону последнего и стал одним из союзников Гая Мария. С полномочиями легата, а затем проконсула, участвовал в Союзнической войне 91—88 годов до н. э. и погиб в одном из сражений с марсами.
Одним из внуков Квинта Сервилия был Марк Юний Брут, убийца Гая Юлия Цезаря.

## Биография

### Происхождение
Квинт Сервилий принадлежал к знатному патрицианскому роду Сервилиев, одному из шести родов, происходивших из Альба-Лонги. Первый носитель когномена Цепион получил консульство в 253 году до н. э., и в дальнейшем представители этой ветви рода регулярно занимали высшие магистратуры. Прапрадед Квинта Сервилия оспаривал у Сципиона командование в Африке на заключительном этапе Второй Пунической войны, дед организовал убийство Вириата (139 год до н. э.), отец того же имени был консулом в 106 году до н. э. и одним из руководителей могущественной «фракции» Цецилиев Метеллов. По матери Цепион был, возможно, внуком Квинта Цецилия Метелла Македонского .

### На стороне сената
Первой известной из источников ступенью карьеры Квинта Сервилия стала городская квестура, которую относят к 103 или 100 году до н. э. На этой должности Цепион возглавил сопротивление законопроекту народного трибуна Луция Аппулея Сатурнина, предполагавшему снижение цены на хлеб для римского плебса до символических 5/6 асса за модий (до этого хлеб стоил 6 1/3 асса): доказывая разорительность этой меры, квестор добился постановления сената о том, что вынесение такого законопроекта на голосование должно считаться делом антигосударственным. В ответ на игнорирование этого постановления Сатурнином Цепион перешёл к силовым методам борьбы: со своими сторонниками он опрокинул урны для голосования в комиции; тем не менее закон был принят.
Если эти события происходили в 103 году до н. э., то именно «необузданность» Цепиона могла решить судьбу его отца. Двумя годами ранее Квинт Сервилий Старший стал виновником едва ли не крупнейшего военного поражения в римской истории — в битве с германцами при Араузионе (6 октября 105 года до н. э.). В 103 году на основании закона об оскорблении величия римского народа, принятого по инициативе Сатурнина, этого неудачливого полководца приговорили к изгнанию, а его имущество распродали с торгов. В Рим Цепион Старший так и не вернулся.
Несмотря на конфискацию, у Цепиона Младшего, видимо, осталось достаточно средств, чтобы продолжать карьеру. Возможно, только через два года после изгнания отца он добился своего избрания квестором (101 год до н. э.) и затем развил антисатурниновскую деятельность. Правда, Цицерон не упоминает Квинта Сервилия в своём довольно пространном перечне «всей знати» и «всех честных людей», явившихся в декабре 100 года к храму Санка в ответ на призыв консулов, чтобы вооружиться и вступить в открытый бой со сторонниками Сатурнина. Но в 99 году Цепион вместе с другими аристократами умолял народного трибуна Публия Фурия разрешить вернуться в Рим Квинту Цецилию Метеллу Нумидийскому, которого Луций Аппулей отправил в изгнание.
Позже (в 95 году до н. э.) Квинт Сервилий Младший тоже был привлечён к суду за «оскорбление величия римского народа»; имелись в виду его насильственные действия во время квестуры. Дело Цепиона стало одним из самых громких политических процессов десятилетия: сторонники обвиняемого защищали авторитет сената и старались возбудить ненависть к всадникам, к числу которых принадлежали и обвинитель, и судьи. Обвинение предъявил Тит Бетуций Бар из Аускула, которого Цицерон называет самым красноречивым человеком из всех, живших за пределами Рима; ответную речь для Цепиона написал Луций Элий Стилон, известный своей начитанностью. Консул того года Луций Лициний Красс, один из двух лучших ораторов эпохи, поддерживавший когда-то ещё Цепиона Старшего, произнёс на этом процессе защитную речь, которая, правда, была «слишком длинна для похвальной речи при защите и коротка для обычной судебной». Тем не менее Цепион был оправдан.
Вероятно, в том же году состоялся суд над Гаем Норбаном, бывшим обвинителем Цепиона Старшего. Сам он был обвинён в нарушениях, допущенных именно в ходе процесса над Цепионом, но приговор тоже был оправательным. Несмотря на отсутствие прямых указаний в источниках, в историографии встречаются предположения, что между двумя процессами была прямая и тесная связь, поскольку Цепиона судили из-за его поведения по отношению к коллеге Норбана, а последнего — из-за отца Цепиона; кроме того, обвинителем Норбана был один из любимых учеников защитника Квинта Сервилия — Публий Сульпиций.

### На стороне всадников
Важную роль в судьбе Цепиона и, по мнению некоторых античных авторов, во всей римской истории сыграли его отношения со знатным плебейским семейством Ливиев Друзов. Квинт Сервилий был женат на Ливии, а брат последней Марк Ливий Друз был женат на сестре Цепиона. С этим свойством была связана близкая дружба, конец которой положил конфликт, происшедший, если верить Плинию Старшему, из-за золотого кольца на каком-то аукционе. Другие подробности конфликта и его дата неизвестны. Фридрих Мюнцер предположил, что он мог быть связан с распродажей имущества Цепиона Старшего и, соответственно, имел место в 103 году до н. э.; другие исследователи считают, что ссора произошла существенно позже и что её причиной могло стать упомянутое Страбоном распутное поведение сестры Цепиона Младшего и жены Друза, повлёкшее за собой развод. Датой развода может считаться 97 или 96 год до н. э.
И Цепион, и Друз принадлежали к аристократической группировке, объединившейся вокруг рода Цецилиев. После разрыва Цепиона с Друзом другие члены этой группировки заняли сторону последнего, а Квинт Сервилий постепенно оказался в одиночестве. Иллюстрировать это может тот факт, что Ливия почти сразу после развода снова вышла замуж за Марка Порция Катона Салониана Младшего, аристократа с обширными связями, тогда как о втором браке Сервилии источники ничего не сообщают. Чувство обиды, «уязвлённая гордыня римского аристократа» подтолкнули Квинта Сервилия перейти в противостоянии сената и всадничества на сторону последнего. Этот переход стал свершившимся фактом к 92 году до н. э., когда Цепион привлёк к суду принцепса сената Марка Эмилия Скавра, фактического покровителя Друза, по причине «ненависти из-за посольства в Азию» (возможно, поводом стали слухи о взятке, принятой Скавром от понтийского царя). Обвинение было предъявлено, несмотря на наличие старых семейных связей между Скавром и Цепионами: Марк Эмилий защищал Цепиона Старшего во время процесса 103 года и в ходе начавшихся тогда беспорядков даже был ранен камнем в голову. Скавр выдвинул встречное обвинение, но дело так и не дошло до суда.
Существует предположение, что именно атака Цепионом Скавра наряду с процессом Публия Рутилия Руфа заставила ряд аристократов сплотиться вокруг Друза, племянника последнего, и выдвинуть программу реформ. В 91 году до н. э., когда Друз стал народным трибуном, Цепион скорее всего был претором (вероятно, в середине десятилетия он занимал должность эдила, но точных датировок нет, хотя Э. Бэдиан склоняется к 94 или 93 году). Друз выдвинул ряд законодательных инициатив, предполагавших расширение состава сената за счёт всадников, переход контроля над судами от всадников к сенаторам, предоставление гражданства союзникам. Квинт Сервилий вместе с консулом Луцием Марцием Филиппом возглавил оппозицию этим реформам, причём за ним, возможно, стоял Гай Марий, вокруг которого сплотилось всадническое сословие.
Борьба была острой: Друз угрожал, что прикажет сбросить Цепиона с Тарпейской скалы, и пытался имитировать симптомы отравления, чтобы обвинить своего врага в том, что тот дал ему яд. Победа осталась за Цепионом. Сенат отменил все нововведения Друза, а вскоре тот погиб — вероятно, от руки наёмного убийцы. В его смерти винили Цепиона и Филиппа или только последнего и Квинта Вария. Тем не менее следствие не было проведено.

### Союзническая война
В ответ на убийство Друза италики восстали. В начавшейся Союзнической войне Цепион стал легатом при одном из консулов — Публии Рутилии Лупе, действовавшем на северном направлении. Его коллегами были Гай Марий, Гай Перперна, Гней Помпей Страбон; это назначение может быть свидетельством политического сближения Мария и Цепиона. Вскоре Рутилий погиб в устроенной марсами засаде, и его войско было разделено между Марием и Цепионом, получившими проконсульские полномочия. Под видом перебежчика к Цепиону явился вождь марсов Квинт Попедий Силон и уговорил выступить для захвата марсийского лагеря, оставшегося без командира. Чтобы убедить Квинта Сервилия в своей искренности, Силон передал ему заложников — двух молодых рабов, которых он выдал за своих сыновей, — и круглые пластины из позолоченного и посеребрённого свинца, принятого проконсулом за золото и серебро. Цепион попался в ловушку: италики напали на его войско по сигналу Попедия и перебили всех, включая командира.
Евтропий, видимо, соединил два сюжета (гибель Рутилия и гибель Сервилия) в один, написав: «На этой войне был убит консул Публий Рутилий Цепион, знатный юноша».

## Потомки
От брака с Ливией Друзой у Цепиона было как минимум двое детей:
- Сервилия Старшая, жена Марка Юния Брута и Децима Юния Силана, известная в первую очередь как любовница Гая Юлия Цезаря и мать его убийцы;
- Квинт Сервилий Цепион (98 — 67 гг. до н. э.), из-за ранней смерти занимавший только квестуру.

Ливия сразу после развода с Цепионом вышла замуж за Марка Порция Катона Салониана и родила от него дочь Порцию, жену Луция Домиция Агенобарба и прапрабабку императора Нерона, и сына — Марка Порция Катона Утического, которые приходились, таким образом, детям Цепиона единоутробными братом и сестрой. Известно, что дети Квинта Сервилия жили в доме своего дяди Марка Ливия Друза.
Плутарх упоминает ещё одну Сервилию, сестру Катона, ставшую женой Луция Лициния Лукулла, но есть гипотеза, что это не дочь, а внучка проконсула 90 года до н. э..
Высказывалось предположение, что до Ливии Квинт Сервилий был женат на другой женщине и в этом браке родился старший из его сыновей, тоже Квинт, который упоминается в источниках как жених Юлии и Помпеи Магны и который усыновил своего племянника Брута. В этом случае сын Ливии Друзы должен был носить преномен Гней.

## В художественной литературе
Квинт Сервилий Цепион стал персонажем романов Колин Маккалоу «Первый человек в Риме» и «Венец из трав». Здесь он изображён как отрицательный герой — очень ограниченный человек, склонный к жестокости по отношению к своим близким, в частности к Ливии Друзе (сестре Марка Ливия Друза). Получив в наследство от отца «золото Толозы», Квинт вложил эти громадные богатства в экономику италийских союзников, приблизив таким образом их восстание.